# Umbrina canariensis
Umbrina canariensis is een straalvinnige vissensoort uit de familie van ombervissen (Sciaenidae). De wetenschappelijke naam van de soort is voor het eerst geldig gepubliceerd in 1843 door Valenciennes.
De vis komt voor aan de zuidkust van Zuid-Afrika vanaf Kaap Agulhas -de zuidpunt van Afrika- tot bij Oost-Londen in de Oostkaap. Zowel in het Engels als in het Afrikaans wordt hij Baardman genoemd, hoewel deze naam soms ook aan U. robinsoni gegeven wordt. De vis wordt 42 cm lang en heeft 7-8 golvende lijnen van kop tot rugvin. Vanaf het strand wordt hij zelden gevangen omdat hij een voorkeur voor wat diepere wateren heeft.